# ルーシーダットン
ルーシーダットン（ฤาษีดัดตน）はタイに伝わる自己整体法で、ルーシー（修行者）たちに伝えられてきたタイ式医療の系譜に連なる健康法の一つとされている。日本語に直訳すると修行者の体操となるが、日本や本国タイでも「ルーシーダットン」という名称が定着してきている。修行者が座禅や瞑想修行で疲れた自分の身体を修行前の元の状態に戻すためにルーシーダットンを行ったとされている。タイ王室が庶民に伝授した由緒あるヨーガスタイルの名称であるともいわれるが、ヨーガとは本来的な成立原因に微妙に違いが見出せると指摘されている。
近年タイ政府は、ルーシーダットンやタイ古式マッサージを含むタイ式医療の確立とブランディングを推進している。タイ式医療研究所から発行されているルーシーダットンに関するテキストの序文では、
タイ式体操ルーシーダットンの15の基本姿勢はタイ人が持つ土地の知恵であり、様々な面で健康維持や病気の予防や治療に有効なものである。ルーシーダットンはこれらのことを自分一人で簡単に行うことができる。
と書かれており、タイの知的財産であることが強調されている。
日本では、フィットネスクラブやカルチャースクールなどを中心に全国的に広がっている。古谷鴨基はラーマ1世が収集しまとめたルーシーダットンの古典から全ポーズを再現したとしており、日本ルーシーダットン普及連盟を設立し、日本での普及に大きな役割を果たした。また古谷暢基は「ルーシーダットン」と欧文字「Rusie Dutton」を二段にしてなる商標の登録を特許庁に申請し、それが認可された。しかしそれが後に、タイとの間で国際問題となった。

## 由来
“ルーシー（ฤาษี）”はサンスクリット語でリシ（RISI）と発音し、「隠者、隠士、林間修行者、哲人」などの意味を持つ。サンスクリット語のルーシーは、バラモンの苦行者、梵志、ジャイナ教の尼乾子などを指し、タイ語のルーシーもここから派生していると考えられている。“ダッ（ดัด）”はタイ語で「曲がったものを元に戻す」といった意味を含んでいる。“トン（ตน）”は「自己」を意味する。小木曽航平は、よって“ダットン”とは、身体を“正しい有り様に戻す”という目的を持った運動であるといえようと述べている。
よくヨーガと比較されるが、ヨーガが基本的には修行実践そのものとされているのに対して（瞑想のための体の準備という側面もある）、ルーシーダットンは修行によって疲弊した身体をそれ以前の状態に戻す技法であるとされており、その成立には微妙に違いが見出せる。
タイの伝統医療はインドで成立した仏教医学やアーユルヴェーダの影響を受けていると考えられ、伝統的な体液理論を特徴としている。タイ式医療関係者が、仏陀の主治医であったというルーシー、チーワカコーマラパットをその祖として崇拝する。これにより、タイの伝統医療がブッダの誕生とともに始まる“歴史的正統性”と“仏教的権威”を備えていると考えられ、ルーシーダットンも無数のルーシーたちによって伝承されてきたタイ式医療の系譜に連なる健康法の1つであるとされている。
アユタヤー王朝時代の記録を残す史資料はその多くは、1767年にビルマ軍が首都を陥落させたことによって紛失してしまったとされている。1659年から1661年にかけて編纂され、後のタイ式医療の理論とされるようになる基本原理が記されている『ナーラーイ王の薬方』などが残されているが、今日参照される史料は現王朝であるラタナコーシン王朝時代に残されたもので、その最初の史料はラーマ1世（在位18世紀後半）が王立寺院ワット・ポーに収集した伝統医学知識である。そこにはマッサージや薬方、ルーシーダットンが含まれている。
1788年にラーマ1世がアユタヤー王朝時代から続く古い寺院ワット・ポーターラームの改修工事を行うことを決め、改修された寺院は新たにワット・プラチェートポンウィモンクラーワートと名付けられた。この最初の改修工事のとき、薬方のテキストが収集され、ルーシーダットンの鋳像が寺院内に設置されたといわれている。このルーシー像が今日に伝えられるルーシーダットンの始まりとされているが、このとき作られたルーシー像は残っていない。
ラーマ3世の時代に、今日存続する大部分の歴史史料であるルーシー像や伝統医学知識のテキストが編纂、彫刻された。彼はワット・ポーの大規模な改修工事を行い、ラーマ1世が製作した陶土でできたルーシー像は腐食しやすかったため、亜鉛と錫を混ぜた材料によって作り替え、80体製作し、ワット・ポーの回廊に配置した。またルーシー像やその姿勢をとることによって得られる効果について詠った詩が作られた。これらのルーシー像と詩の彫刻はその後、盗難に合うなどして多くが損壊した。現在では現存するルーシー像は24体で、どの詩がどの像に対応しているか判別できない。ラーマ3世はルーシー像と詩を写本させており、この写本のコピーを載せた「頒布本」を編集したテキストがワット・ポー伝統医学校から出版されており、これが全体像理解の根拠となっている。タイ式医療研究所やワット・ポー伝統医療学校の教科書も、ほとんどがこうした頒布本をもとに作成されており、頒布本の存在が、ルーシーダットンの文化的正統性を保証し、それに権威づけている。ルーシーダットンの写本には「この姿勢は〜を治す」という記述あるが、その姿勢がなぜそうした症状を治すのかという説明は成されていない。現在のタイの教科書では、その説明にはリハビリテーション医が考えたバランス調整という近代科学的理論が使われており、伝統医療を科学的証拠によって裏づけようとする姿勢はタイ・マッサージも同様である。国立コーンケン大学の医療科学部理学療法学専攻では、タイ古式マッサージやルーシーダットンなどのタイ式医療を適正化して、筋骨格系の疼痛治療と地域でのヘルス・プロモーションで利用できるように、臨床研究、大学教育、地域活動での実用に取り組む活動が行われていた。
タイの政府は、1993年から2004年に「タイ伝統医学知識の復興プロジェクト」という長期プロジェクトを起ち上げ、保健省を中心に同プロジェクトを行い、政府機関・教育機関・研究所により、「ルーシーダットン」に関する散逸した知識を収集し体系づけるとともに、保健省内を中心としたトレーニングコースの開催、書籍の出版、イベントなどを行った。
日本国内においては、日本ルーシーダットン普及連盟代表の古谷暢基は、ラーマ1世がまとめた古典を入手し全ポーズを再現したとしており、正式な記録はこれしかないという。日本ルーシーダットン普及連盟は、現代のタイでは古典ポーズの解明や研究が進まず、同時に一般にはほとんど行われていないとしている。折からのヨーガブームに乗り、“タイ式ヨガ”としてマスメディア等を通じ一斉に紹介されて広まった。その後、大手フィットネスクラブのスポーツクラブルネサンスが、2009年に正式プログラムとして全国で一斉採用。現在では、書籍・レッスンDVD等も出版されている。

## 特徴
もともと自己整体を主眼に置いて作られたともいわれ、そのような観点で再構築されたため、ポーズも超人的なものや高度な柔軟性・バランス力・筋力などを要求されず、怪我のリスクも少ないといわれる。タイ独自の身体のエネルギーライン“セン”（アーユルヴェーダでいうナーディ）を刺激するノウハウを含む。現在のルーシーダットンでは、瞑想や精神統一などはさほど重視されない。

## ルーシーダットン商標登録事件
ルーシーダットンの普及を目的とする特定非営利法人(NPO法人)「日本ルーシーダットン普及連盟」(東京都渋谷区、現・株式会社ルーシーダットン)の代表で、ワット・ポー伝統医学校の卒業生である古谷暢基は、2006年の普及活動開始当初に、個人で「ルーシーダットン」の名称を日本特許庁に商標登録した。具体的には「タイ式ヨガの教授、タイ式ヨガをテーマにしたイベントの企画・運営又は開催、タイ式ヨガに関する設備の提供又はこれに関する情報の提供、タイ式ヨガ道場の提供」を独占的に行う権利が要求され、また別に印刷物（新聞、雑誌）に対しても同様の出願がなされた。これに対し、タイの政府関係者はタイ知的財産局がタイの知財だとして異議を申し立て、日本政府に対して登録の取り消しを求めた。この事件は日本ではさほど話題にならなかったが、タイでは新聞の第1面に関連する記事が掲載されるなど、ある程度話題となった。新聞記事でには、保健大臣の「我々はこの事態を放置することはできない。なぜなら、皆、Rusie Dut Ton がタイ人のものだと知っている。そしてそれはラーマ1世の時代からそうなのだから」という言葉が掲載された。
事の重大性から日本の特許庁ではタスクフォースを作り、無効審判をかけることになった。2007年に商標登録は取り消された。タイ側の主張に対して、こたには次のように反論している。（小木曽航平による要約）
1. ルーシーダットンは本国タイにおいても限られた地域のものが知っている程度で、タイ全国的に周知の語ではない。さらには、日本でルーシーダットンがタイの伝統医学知識で、健康法を意味することなどは知られていない。
2. 商標権者（古谷）は、2003年頃から現在まで100以上の講座を設置、数百人のインストラクターを養成してきた。2005年4月から日本初の「日本ルーシーダットン普及連盟」を主催し、ルーシーダットンの普及に努めてきた。

日本ルーシーダットン普及連盟は、「ルーシーダットンは本国タイランドでも深淵を学ぶことが困難」であるために、商標登録については「目的は独占にあらず、『日本におけるルーシーダットン黎明期において、正当なるルーシーダットンの型と方法を広める為の一時的な“奇策”』」であるとしている。そして商標登録取り消しの決定について、当連盟による日本でのルーシーダットンの普及、マスコミへの露出、勢力等が十分となり、当連盟により日本のルーシーダットンのスタンダードの礎が完成されたとし、商標活用目的はほぼ達成したため、登録商標を開放すると宣言している。(実際は、商標の開放ではなく取り消しである。)
事件を受けてタイでは「局は法整備の遅れが‘海賊行為’を許したことを認める」という新聞記事が掲載され、このような事態を招いた法整備の不備が指摘され、タイの財産であるはずの「土地の知恵」をいかに外国の「権利侵害」から守るかという議論があった。
小木曽航平は、「取消の理由は何より、日本の特許庁がルーシーダットンをタイに固有な文化として認めて、タイの国民感情に配慮した道徳的な判断と、日本とタイとの国際関係を意識した政治的な判断であったといえるだろう。」と述べている。
2007年には、日本ルーシーダットン普及連盟は株式会社ルーシーダットンと名前を変え、「日本ルーシーダットン普及連盟」の商標登録を試みたが、認められなかった。

## 関連団体等
- ワット・プラチェートゥポンウィモンマンカラーラーム
- タイ古式マッサージ
- 日本ルーシーダットン普及連盟
- スポーツクラブルネサンス